# ایگور بوراسکا
ایگور بوراسکا (انگلیسی: Igor Boraska؛ زادهٔ ۲۶ سپتامبر ۱۹۷۰) قایقران روئینگ اهل کرواسی است.